# Забытые герои Бреста
Забытые герои Бреста — документальный фильм Суламбека Мамилова и Вахтанга Микеладзе, повествующий о героизме, проявленном советскими солдатами-ингушами, оборонявшими Брестскую крепость в начале Великой Отечественной войны. Автором сценария является известный российский журналист и сценарист Юрий Краузе.

«Забытые герои Бреста» является первым фильмом из документального цикла «Славные сыны Кавказа». Презентация фильма состоялась 30 октября 2010 года в московском кинотеатре «СинемаСтар».

## Сюжет
Главной идеей фильма является рассказ о неизвестных и неупомянутых в военных летописях советских солдатах, защищавших Брестскую крепость. О некоторых из них, а именно об ингушах повествуют создатели фильма. Ссылаясь на редкие архивные данные, работы историков и описание непосредственно живых свидетелей-ветеранов Великой Отечественной войны, режиссёры знакомят публику с ингушскими солдатами, которые не жалея своих жизней сражались против фашистов-захватчиков в обороне Брестской крепости и которые несправедливо были преданы забвению.
В фильме использованы материалы военной кинохроники.

## Съемочная группа
- Режиссёры — Суламбек Мамилов и Вахтанг Микеладзе
- Автор сценария — Юрий Краузе
- Продюсер — Суламбек Мамилов
- Главный оператор —

В съёмках фильма приняли участие Ветераны Великой Отечественной войны, архивные и музейные специалисты.

## Награды
- Приз имени знаменитого документалиста Романа Кармена.
- Приз зрительских симпатий на VII Международном фестивале военно-патриотического фильма «Волоколамский рубеж», посвящённый 90-летию народного артиста СССР, кинорежиссёра и актёра С. Ф. Бондарчука.